# Cité du commerce électronique

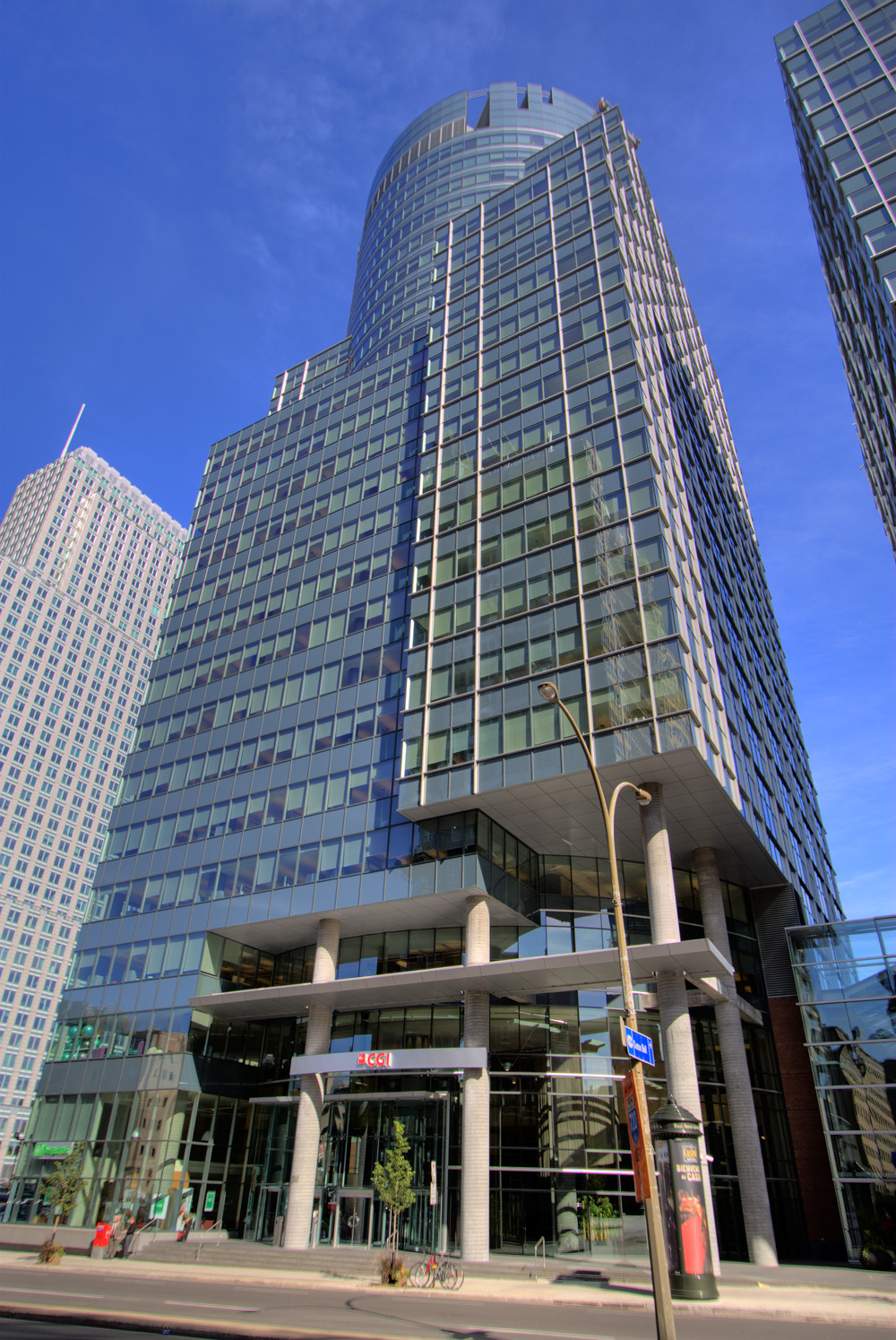
La tour I
1350 boul. René-Lévesque Ouest

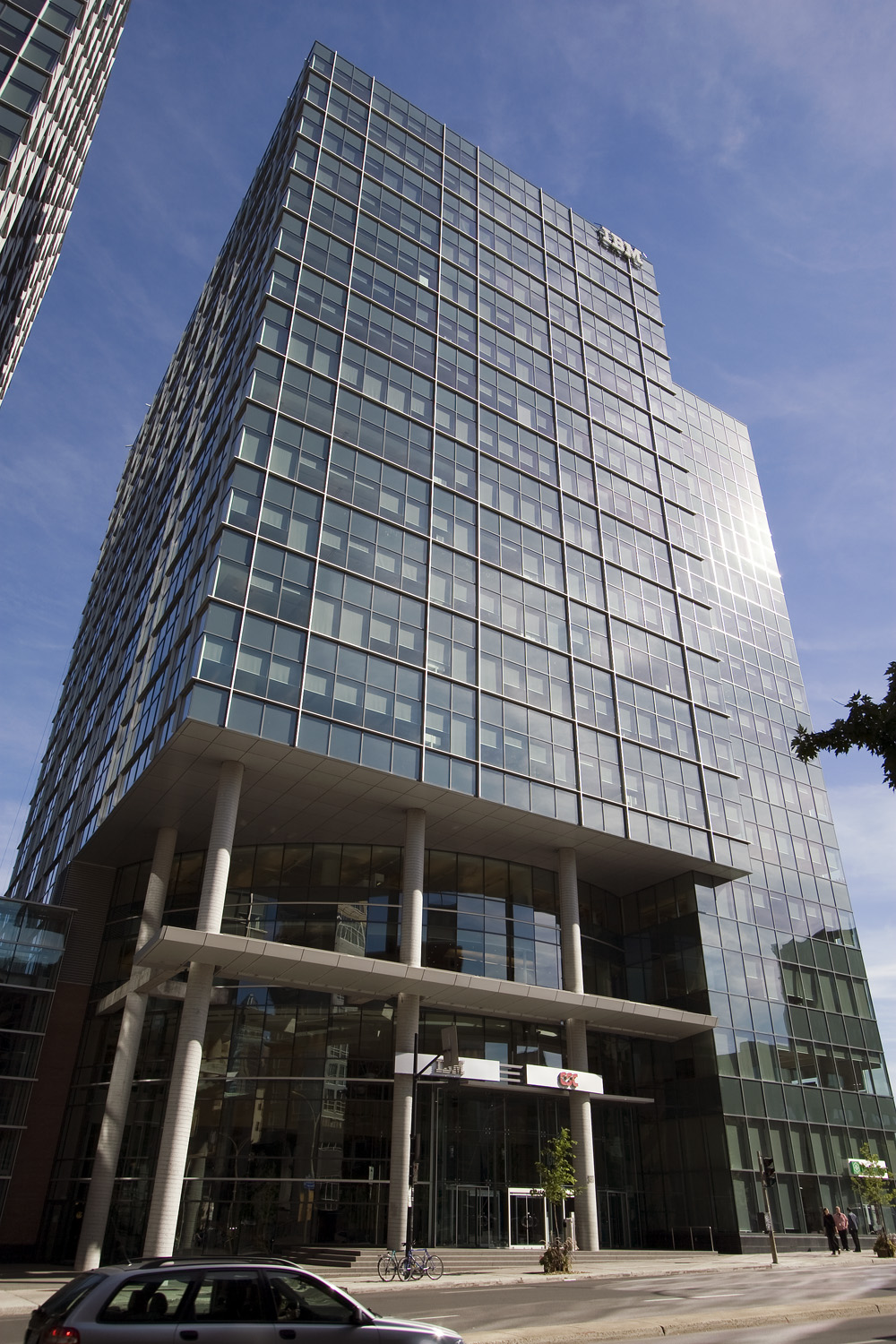
La tour II
1360 boul. René-Lévesque Ouest
et 1025 Lucien l'Allier

La Cité du commerce électronique est un complexe de deux tours de bureaux situé au centre-ville de Montréal, Québec. Elle tire son nom du fait que sa construction faisait partie d'un programme de subvention du Gouvernement du Québec visant à favoriser le développement de l'emploi dans ce domaine particulier des technologies de l'information et que les immeubles devaient abriter des entreprises spécialisées dans le commerce électronique.
L'architecte du complexe est la firme Béïque Legault Thuot.

## Historique
La première tour, sise au 1350 boulevard René-Lévesque Ouest, comporte 27 étages et fut terminée au début de 2003. Elle fut occupée au complet par CGI, une entreprise de consultants en informatique. La seconde tour, sise juste à l'ouest au 1360, comporte 17 étages et fut terminée au printemps 2004. Elle fut occupée en grande partie par IBM et CSC. Les trois autres phases prévues du complexe furent abandonnées à la suite de l'annulation du programme de subvention en 2003.
Les deux tours de la Cité du commerce électronique sont rachetées par des filiales de Power Corporation (London Life, Great West et Groupe Investors) en décembre 2016 pour 387,5 millions de dollars. En octobre 2017, la London Life (en) annonce qu'elle quittera ses bureaux du 2001 Robert-Bourassa pour emménager dans la tour du 1350 René-Lévesque en 2019.

### Controverse
Le gouvernement du Parti québécois avait lancé en juin 1998 la Cité du Multimédia qui était perçue comme un succès relatif de création d'emploi malgré la dénaturation progressive du programme. Dans sa foulée, le gouvernement lance la Cité du commerce électronique en mai 2000.
Les deux programmes sont critiqués pour favoriser la construction d'immeubles plutôt que l'emploi et pour subventionner autant le déplacement d'emplois existants que la création de nouveaux. D'autre part, les promoteurs immobiliers de la Métropole se plaignent que cette incursion du gouvernement dans le développement immobilier leur fait une concurrence déloyale.
Une étude d'un chercheur de l'Université de Montréal en 2003 conclut que la proximité géographique n'ajoute pas à la synergie de l'industrie et qu'environ 30 % des subventions a servi à compenser les loyers plus élevés dans les cités. 
Devant la montée des critiques, le gouvernement libéral élu en avril 2003 abolit les subventions à la création d'emploi axé sur les cités spécialisées dans son premier budget. Il présentera un nouveau programme en 2008.